# Jan Gracz
Jan Gracz CR (ur. 20 października 1905 w Radawnicy, zm. 14 sierpnia 1942 w Dachau (KL)) – polski duchowny katolicki, ojciec zakonny ze Zgromadzenia Zmartwychwstania Pana Naszego Jezusa Chrystusa, Sługa Boży Kościoła katolickiego.

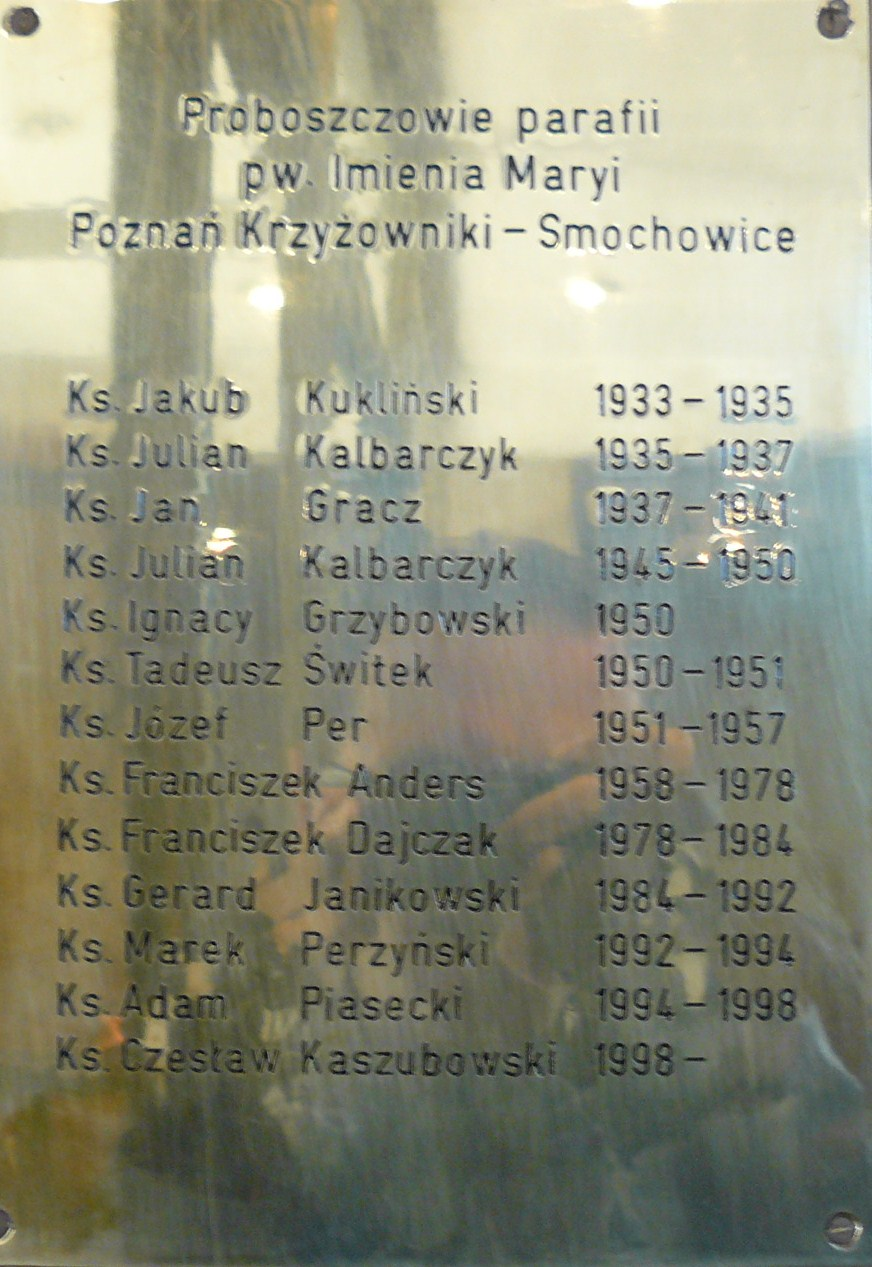
Tablica proboszczów przy kościele Imienia Maryi w Poznaniu – Smochowice.

W latach 1937 – 1041 był proboszczem poznańskiego kościoła księży Zmartwychwstańców pod wezwaniem Imienia Maryi na terenie Smochowic.
Po agresji niemieckiej na Polskę i anektowaniu jej części zgodnie z traktatem o granicach i przyjaźni pomiędzy III Rzeszą a Związkiem Socjalistycznych Republik Radzieckich prowadził działalność duszpasterską na okupowanym terenie administracyjnym w tzw. Kraju Warty. Aresztowany został 5 października 1941 roku i uwięziony w obozie zagłady na terenie Fortu VII w Poznaniu. Po trzech tygodniach, 30 października przewieziono go do niemieckiego obozu koncentracyjnego Dachau, gdzie zarejestrowany został pod numerem 28063. Zginął na skutek wycieńczenia i głodu 14 sierpnia 1942 roku.
Jest jednym z 122 Sług Bożych, wobec których 24 maja 2011 roku zakończył się diecezjalny etap procesu beatyfikacyjnego drugiej grupy męczenników z okresu II wojny światowej – Henryka Szumana i 121 towarzyszy.